# Arctic Monkeys
Arctic Monkeys este o formație rock engleză, formată în 2002 în High Green, o suburbie a orașului Sheffield. Formația e compusă din Alex Turner, (vocal, chitară solo/ritmică), Jamie Cook (chitară solo/ritmică), Nick O'Malley (chitară bas, back vocal) și Matt Helders (baterie, back vocal). Fostul membru Andy Nicholson (chitară bas, back vocal) a părăsit trupa în 2006, la scurt timp după lansarea albumului de debut.
Până în prezent formația a lansat șapte albume de studio: Whatever People Say I Am, That's What I'm Not (2006), Favourite Worst Nightmare (2007), Humbug (2009), Suck It and See (2011), AM (2013), Tranquility Base Hotel & Casino (2018) și The Car (2022) precum și două albume live At the Apollo (2008) și Live at the Royal Albert Hall (2020).
Albumul de debut al formației este ”cel mai rapid vândut” album de debut din istoria muzicii britanice, surclasând formația Elastica cu albumul ei cu același nume. În 2013 Rolling Stone a clasat același album pe locul 30 în topul celor mai bune albume de debut din toate timpurile.
Formația a câștigat șapte Premii BRIT—inclusiv pentru ”cel mai bun grup britanic” și ”cel mai bun album britanic” de trei ori, și a fost nominalizată de cinci ori la Premiile Grammy. De asemenea, formația a câștigat Mercury Prize în 2006 pentru cel mai bun album de debut, primind alte trei nominalizări în 2007, 2013 și 2018. Formația a fost capul de afiș la Glastonbury Festival de două ori, în 2007 și 2013.
Arctic Monkeys este considerat unul din primele grupuri muzicale ce și-a căpătat faima prin Internet, analiștii sugerând că ei reprezintă posibilitatea unei schimbări în modul în care noile trupe sunt promovate și comercializate.

## Membrii formației

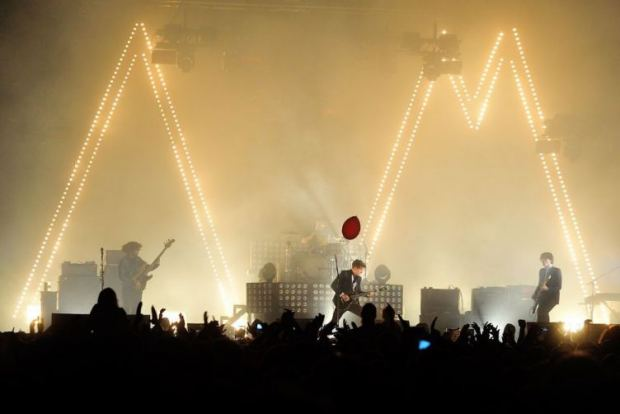
Arctic Monkeys performing at INmusic festival on 25 June 2013. The concert was a part of the AM Tour.

Membri actuali
- Alex Turner – vocal, chitară solo & ritmică, clape, tamburină (2002–prezent)
- Jamie Cook – chitară solo și ritmică, voce de fundal (2002–prezent)
- Matt Helders – baterie, percuție, back vocal (2002–prezent)
- Nick O'Malley – chitară bas, back vocal (2006–prezent)

Membri de turnee
- Thomas Rowley - clape, chitară, percuție, back vocal (2013-prezent)
- Bill Ryder-Jones - chitară, clape (2013)
- Davey Latter - percuție, drum & bass tech (2013-prezent)

Foști membri
- Andy Nicholson – chitară bas, back vocal (2002–2006)
- Glyn Jones - vocal (2002)

## Discografie
Albume de studio
- Whatever People Say I Am, That's What I'm Not (2006)
- Favourite Worst Nightmare (2007)
- Humbug (2009)
- Suck It and See (2011)
- AM (2013)
- Tranquility Base Hotel & Casino (2018)
- The Car (2022)

## Turnee
- Whatever People Say I Am Tour (2005–2006)
- Favourite Worst Nightmare Tour (2007)
- Humbug Tour (2009–2010)
- Suck It and See Tour (2011–2012)
- AM Tour (2013–2014)
- Tranquility Base Hotel & Casino Tour (2018–2019)
- The Car Tour (2022–2023)